# 퍼기 프레데릭센
퍼기 프레데릭센(영어: Fergie Frederiksen, 1951년 5월 15일 ~ 2014년 1월 18일)은 미국의 가수이다.
미국 록 밴드 토토의 2기 보컬로 활동했다.
2010년 6월 수술 불가능한 암(inoperable cancer) 선고를 받았으나 2014년 사망할 때까지 보비 킴볼, 빌 챔플린, 스티브 아지리 등과 함께 일본에서 순회공연을 진행하는 등 활발한 공연활동을 했다.